# 西益州
西益州，南北朝时北魏、西魏设立的州。
魏宣武帝正始五年（508年），北魏攻取南朝梁晋寿郡等地，设置西益州，治所在东晋寿郡兴安县（今四川省广元市）。下辖东晋寿郡（领兴安县）、西晋寿郡（领晋寿县、益昌县、义城县）、新巴郡（领新巴县、晋安县、恩金县）、宋熙郡（领宋安县、嘉川县、歧坪县）、南白水郡等地。梁武帝大同二年（536年），南梁夺回西益州，改名黎州。南梁末年，黎州被西魏占领，再改为西益州。西魏废帝三年（554年）改西益州置为利州。